# Prays fulvocanella
Prays fulvocanella là một loài bướm đêm thuộc họ Yponomeutidae. It seems đặc hữu của Kauai. Địa điểm điển hình là Kaholuamano.
Không rõ cây chủ nhưng chúng có thể ăn hạt của loài Platydesma hay hoa của loài Fagara hawaiiensis.